# راسلمينيا 32
راسلمينيا 32 (بالإنجليزية: WrestleMania 32)‏ هي النسخة الثانية والثلاثون من مهرجان الراسلمينيا أنتجته شركة المصارعة العالمية الترفيهية وعرضته (ppv) شبكة الدبليو دبليو أي من أرلينغتون، تكساس ملعب دالاس كاوبويز في 3 أبريل 2016.

## النتائج
|    | المباراة                                                                | الشرط | الوقت |
| -- | ----------------------------------------------------------------------- | --- | ----- |
| 1  | كاليستو هزم رايباك                                                      | مباراة على لقب الولايات المتحدة                                                                                                  | 9:01  |
| 2  | فريق توتال هزم ضد فريق لانا                                             | مباراة فرق | 11:25 |
| 3  | ذا أوسوس هزم دادلي بويز                                                 | مباراة فرق | 5:18  |
| 4  | زاك رايدر هزم سامي زين، دولف زيغلر، كيفن أوينز، هونيكو،ذا ميز، ستارداست | مباراة على لقب الانتركونتننتال                                                                                                   | 15:23 |
| 5  | كريس جيريكو هزم اي جي ستايلز                                            | مباراة فردية | 17:05 |
| 6  | اتحاد الأمم هزم ذا نيو داي                                              | مباراة على لقب التاج تيم | 10:02 |
| 7  | بروك ليسنر هزم دين أمبروز                                               | مبارة بدون قوانين | 12:49 |
| 8  | شارلوت هزمت بيكي لينش وساشا بانكس                                       | مباراة على بطولة المصارعة للنساء                                                                                                 | 16:07 |
| 9  | أندرتيكر هزم شين مكمان                                                  | مباراة الجحيم في زنزانة; لو شين ماكمان فاز كان سيصبح هو المتحكم في شركة WWE ولو أندرتيكر خسر كانت ستكون هده اخر راسلمينيا يلعبها | 30:31 |
| 10 | باتل رويال لتخليد أندريه العملاق                                        | الفائز بارون كوربن | 9:56  |
| 11 | ذا روك(برفقة جون سينا) هزم إيريك رون(برفقة براي وايت وبراون سترومان)    | مباراة فردية | 0:06  |
| 12 | رومان رينز هزم تريبل اتش                                                | مباراة على لقب العالم للوزن الثقيل                                                                                               | 27:14 |

## روابط خارجية
- راسلمينيا 32 على موقع IMDb (الإنجليزية)
- راسلمينيا 32 على موقع قاعدة بيانات الفيلم (الإنجليزية)
- راسلمينيا 32 على موقع كينوبويسك (الروسية)

- الموقع الرسمي